# Cyprian (Julis)
Cyprian (gr. Μητροπολίτης Κυπριανὸς , imię świeckie Petros Julis) (ur. 1948 w Wyronie) – biskup Cerkwi Prawdziwych Prawosławnych Chrześcijan Hellady, od 2014 metropolita Oroposu i Fili.

## Życiorys
W 1970 otrzymał święcenia diakonatu, a w 1974 prezbiteratu. 6 października 2007 otrzymał chirotonię biskupią w hierarchii Synodu Oporu, w którym pozostał do zjednoczenia obu starostylnych Cerkwi w roku 2014, kiedy to został wybrany na metropolitę Oroposu i Fili.